# Vivian Kongová
Vivian Kongová (čínsky pchin-jinem Kong Man Wai, znaky 江旻憓; * 8. února 1994 Hongkong) je bývalá hongkongská šermířka. Je vysoká 178 cm, její zbraní byl kord a šermovala levou rukou. V dětství se věnovala taekwondu a baletu, v jedenácti letech se zaměřila na šerm. Vystudovala mezinárodní vztahy na Stanfordově univerzitě. Je nazývána „usmívající se královnou šermu“.
Jejím prvním úspěchem byla bronzová medaile v soutěži družstev na kontinentálním šampionátu v roce 2011. V roce 2014 získala bronz na Asijských hrách v individuální i týmové soutěži. Na Letních olympijských hrách 2016 byla vyřazena v osmifinále. V roce 2018 se stala mistryní Asie v kordu jednotlivkyň a na Asijských hrách získala dvě bronzové medaile. V roce 2019 byla třetí na mistrovství světa v šermu a vyhrála dva turnaje světového poháru. Dostala se do čela světového žebříčku kordistek, avšak utrpěla zranění zkříženého vazu a musela se podrobit operaci, což zbrzdilo její kariéru. V rekonvalescenci jí podle vlastních slov pomohla veganská dieta.
Na olympiádě 2020 byla Kongová pátá mezi jednotlivkyněmi a sedmá v soutěži družstev. Získala bronz na světovém šampionátu v roce 2022. V tomto roce také získala stříbro a bronz na Asijských hrách a vyhrála individuální soutěž na mistrovství Asie v letech 2022 a 2023. Na Letních olympijských hrách 2024 získala zlatou medaili v kordu žen. Ve finále zdolala Francouzku Auriane Mallo-Bretonovou 13:12, i když v úvodu prohrávala o šest bodů.
Po olympiádě oznámila ukončení sportovní kariéry. Pracuje pro Hong Kong Jockey Club, studuje práva na Čínské univerzitě v Hongkongu a vyjádřila zájem o zaměstnání u Organizace spojených národů. Politickou kontroverzi vzbudila její diplomová práce, v níž podpořila čínskou politiku vůči Hongkongu včetně násilného potlačování protivládních demonstrací.